# Vollsmose Bibliotek
 Der er for få eller ingen kildehenvisninger i denne artikel, hvilket er et problem. Du kan hjælpe ved at angive troværdige kilder til de påstande, som fremføres i artiklen.

Vollsmose Bibliotek er en afdeling af "Odense Biblioteker og Borgerservice" (tidligere "Odense Centralbibliotek")  i Odensebydelen Vollsmose. Det åbnede i januar 1973 og er den længst eksisterende kulturinstitution i området.
| Bogstak | Spire Denne biblioteksrelaterede artikel er en spire som bør udbygges. Du er velkommen til at hjælpe Wikipedia ved at udvide den. |

|  | Denne artikel om en bygning eller et bygningsværk kan blive bedre, hvis der indsættes et (bedre) billede. Du kan hjælpe ved at afsøge Wikimedia Commons for et passende billede eller lægge et op på Wikimedia Commons med en af de tilladte licenser og indsætte det i artiklen. |

55°24′25″N 10°26′18″Ø / 55.407°N 10.4382°Ø